# Pieter Verelst
Pieter Verelst, auch Pieter Hermansz Verelst oder Pieter van der Elst, (* um 1618; † um 1678) war ein holländischer Maler von Bildnissen, Genreszenen und Stillleben.

## Leben
Verelst war Teil einer bekannten Malerfamilie und stammte aus Dordrecht. Er war ein Sohn des Herman Verelst und dessen zweiter Ehefrau Marieke (geborene Backx), der Tochter eines Kleiderfabrikanten. Er soll ein Schüler des Malers  Gerrit Dou gewesen sein. Seit dem 11. Juni oder 12. Juli 1638 war er Mitglied der Gilde zu Dordrecht. Im August 1638 heiratete er dort Adriana van Gesel, die Tochter des Simon van Gesel. Er zog etwa 1643 nach Den Haag um. Bereits im Jahr 1651 musste er einige seiner Bilder verkaufen, um seine Schulden zu begleichen. 1656 gehörte er zu den Gründungsmitgliedern der dortigen „Confrerie“. Am 16. oder 30. September 1657 verheiratete er sich in zweiter Ehe mit Elisabeth Scholts. Er wurde 1659 Dekan der dortigen Gilde und verließ bald darauf die Stadt, wohl weil er weiterhin in ärmlichen Verhältnissen lebte und verschuldet war. Verelst war 1671 als Bierbrauer in der Umgebung von Hulst tätig, wo er um 1678 gestorben sein soll.
Zu seinen Schülern zählten Hendrik Mony, Otto Oyens, Gabriel Sierick, Anthony de Haen, Herman Grevenbroeck, sowie seine Söhne Herman und Simon. Er malte Portraits, Interieurs und Stillleben. Die Bezeichnungen (Signaturen) der ihm zugeschriebenen Bilder in Haarlem und Berlin sind auffallend unterschiedlich, so dass es sich auch um zwei Personen ähnlichem Namens handeln könnte.

## Familie
Verelst war zweimal verheiratet und hatte mehrere Kinder:
- Maria Verelst (* Mai 1639)
- Harman Verelst (1640/42–1699), ein Porträt- und Blumenmaler ⚭ am 20. November 1667 mit Cecilia (geborene Vene) aus Venedig
  - Maria Verelst (1680–1744) wurde Malerin
  - Cornelis Verelst (1665/1667–1728/7. März 1734) wurde Maler
    - William Verelst (1732–1756) war vermutlich der bedeutendste Porträtmaler in der Familie
- Simon Verelst, Simon Pietersz Vereist (getauft am 21. September 1644 – 1710/1721) fertigte überwiegend Blumengemälde
- Johannes Verelst (1648 – um 1719) Blumen-, Porträt- und Vogelmaler

Die Söhne zogen nach London.

## Werke (Auswahl)

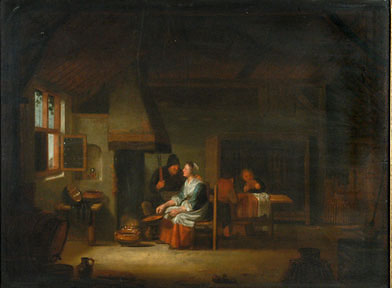
Malerei von Pieter Verelst, um 1646

Verelst malte teilweise lebensgroße Halbfiguren oder Sittenbilder aus dem Volksleben in der Art der Rembrandtschen Schule.
- Stillleben mit toten Vögeln 1643
- Bildnisse einer alten Frau 1648, im Berliner Museum
- Ein junges Mädchen vor einem Kamin nähend oder Die Näherin, im Berliner Museum
- Bildnis einer jungen Frau in einem Fenster mit einen Apfel in der Hand 1653
- Ein Chirurg operiert einen Bauern am Knie 1664.
- Garnwinderin, in der Dresdner Galerie
- Bauern beim Kartenspiel, in der Galerie zu Kassel
- Lesender Alter bei der Lampe, in der Dresdner Galerie